# Estrella d'Alexander
L'estrella d'Alexander (en anglès: Alexander's Star) és un trencaclosques amb un funcionament similar al cub de Rubik, amb la forma d'un gran dodecaedre, un poliedre de la família dels sòlids de Kepler-Poinsot.
L'Estrella d'Alexander va ser inventada per Adam Alexander, un matemàtic nord-americà el 1982; va ser patentat el 26 de març de 1985, amb la patent nord-americana número 4.506.891 i venut per l'empresa de joguines Ideal Toy Company. Va ser comercialitzat tant amb les superfícies pintades, com amb adhesius.

## Descripció
Té 30 peces mòbils, que roten en grups en forma d'estrella de cinc puntes. L'objectiu del trencaclosques és reorganitzar les peces mòbils, per la qual cosa cada estrella està envoltada per cinc cares del mateix color i les estrelles oposades estan envoltades pel mateix color. Això és equivalent a resoldre només les vores d'un Megaminx de sis colors.
Es tracta d'un trencaclosques estrany de resoldre i mai es veu realment acabat tret que el jugador entengui l'objectiu. El trencaclosques es resol quan tots els plànols paral·lels tenen un sol color.
Té 30 arestes, cadascuna dels quals pot ser girada de dues formes, donant un màxim teòric de 30!×230 permutacions. Aquest valor no s'aconsegueix per les següents raons:
- Només són possibles les permutacions parelles d'arestes, la qual cosa redueix els possibles arranjaments a 30! / 2.
- L'orientació de l'última aresta es determina per l'orientació de les altres, reduint el nombre d'orientacions a 229.
- Des dels costats oposats del trencaclosques resolt es pot veure el mateix color, és a dir, cada aresta té un duplicat. Seria impossible canviar tots els 15 parells d'arestes per un nombre imparell, la qual cosa aplica un quocient de reducció de 214.
- L'orientació del trencaclosques no importa ja que no hi ha centres fixos que serveixin com a punts de referència, dividint el total final entre 60. Hi ha 60 possibles posicions i orientacions per a la primera aresta, però tots elles són equivalents a causa de la falta de centres de cara.

Això dona un total de {\displaystyle {\frac {30!\times 2^{15}}{120}}\approx 7.24\times 10^{34}} combinacions possibles.
El nombre precís és 72 431 714 252 715 638 411 621 302 272 000 000.